# Louvain-la-Neuve
Louvain-la-Neuve är en planerad stad i kommunen Ottignies-Louvain-la-Neuve, Belgien ungefär 30 kilometer sydöst om Bryssel i Vallonien. Staden började konstrueras under 1960-talet för att inhysa Université catholique de Louvain (UCLouvain) till följd av språkliga konflikter och påståenden om diskriminering från flamländare vid det Katolska universitetet i Leuven. Detta bråk ledde till att universitetet delades upp i två delar: det nederländsktalande Katholieke Universiteit Leuven som blev kvar i Leuven samt det fransktalande Université catholique de Louvain.
I dagsläget kretsar mycket av livet i Louvain-la-Neuve fortfarande kring universitetet, men till följd av ökad konstruktion under senare år av gallerian L'Esplanade, utställningscentret och auditoriet Aula Magna samt en stor biograf börjar staden nu expandera utöver sina akademiska rötter.
Louvain-la-Neuve följer nyurbanismen i det avseendet att stadskärnan är byggd enligt nypedestrianism, en stadsplaneringsteori inriktad på fotgängare. Till följd av detta har man valt att dirigera mycket av biltrafiken till vägar konstruerade under själva staden.

## Historia
Till följd av de språkliga konflikterna vid universitetet i Leuven bestämde sig universitetet 1968 för att separera in i två delar. Det fransktalande Université catholique de Louvain fick då till uppgift att se sig om efter mark för att bygga ett nytt campus. Universitetsadministrationen bestämde sig efter mycket övervägande för att köpa 9 kvadratkilometer åkermark nära staden Ottignies i den fransktalande delen av provinsen Brabant för att utgöra grunden för de nya universitetsbyggnaderna. Den 20 januari 1969 startade konstruktionen av staden under ledning av Raymond Lemaire, Jean-Pierre Blondel och Pierre Laconte.

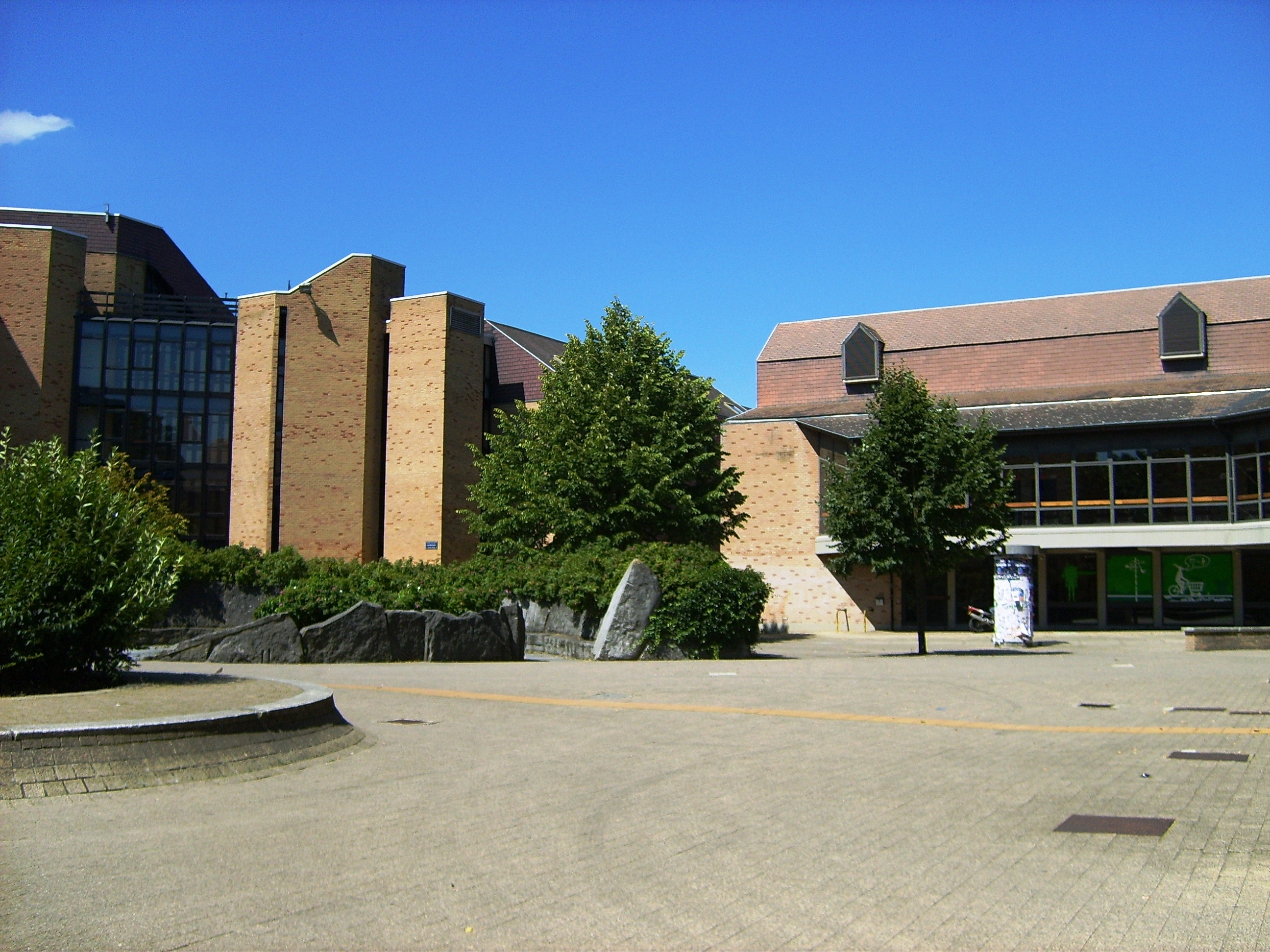
Place Montesquieu

De första invånarna anlände 1972. Vid det här laget fanns det enbart runt 600 permanent bofasta invånare i staden samt några studenter. Staden upplevde snabb tillväxt och hade i slutet av 2009 10.565 permanent bosatta personer utöver de över 20.000 studenter som numera bor i staden under det akademiska året.
På grund av att staden grundades för det enda syftet att inhysa universitetet har de även haft ett stort inflytande på stadsbilden. Man bestämde från universitets håll att staden inte skulle bli en renodlad studentort och man ville satsa på ett mångsidigt samhälle i likhet med en vanlig stad. Man bestämde också att staden skulle bli människocentrerad och istället för att ha fokus på bilarna. Till följd av detta är stadskärnan byggd ovanpå en stor betongplatta som all motortransport dirigerats in under. De flesta byggnader är byggda ovanpå plattan och gågatorna fortsätter också utanför stadskärnan. De flesta byggnaderna i stadskärnan är två till fem våningar höga röda tegelbyggnader.
Staden indelades ursprungligen i fyra distrikt: Biéreau, Lauzelle, Hocaille och Bruyères, men numera har ett femte oplanerat distrikt, Baraque expanderat norr om staden. Det femte distriktet skiljer sig från resten av staden genom att det inte följer den nyurbana stadsplanen.
Louvain-la-Neuve ligger 30 km söder om Bryssel i närheten av många viktiga vägknutpunkter vilket gör staden enkel att nå med bil. En tågförlängning har också byggts från den närbelägna staden Ottignies vilket möjliggör resa till och från huvudstaden på mindre än en timme.

## Louvain-la-Neuve Science Park

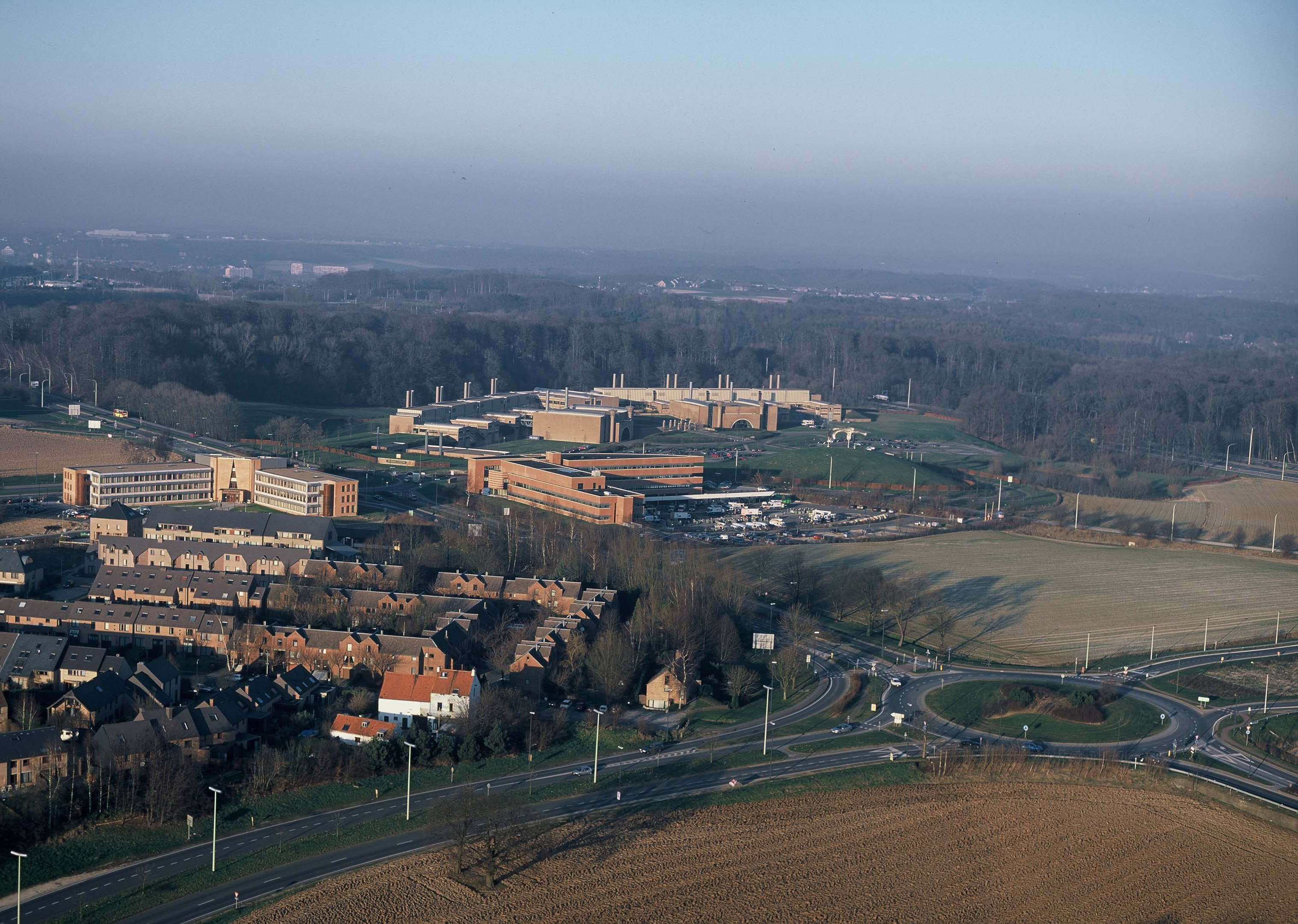
Louvain-la-Neuve Science Park, flygbild

Louvain-la-Neuve Science Park, som påbörjades 1971 är Belgiens första vetenskapspark och den största i Vallonien. Parken täcker 2,31 kvadratkilometer utbrett över Ottignies-Louvain-la-Neuve och kommunen Mont-Saint-Guibert.
Parken konstruerades för att gynna samarbetet mellan industrin och universitetet samt för att bidra till den regionala ekonomiska utvecklingen. Parkens tyngd ligger kring miljövänlighet och inhyser mer än 130 företag med över 4500 anställda.